# Paul Rogers (bassist)
Paul Rogers (Chester, 27 april 1956) is een Britse jazzcontrabassist van de freejazz en de creative jazz.

## Biografie
Paul Rogers begon op 12-jarige leeftijd met gitaarspelen, de basgitaar werd twee jaar later toegevoegd en in 1973 verwierf hij de eerste contrabas. In 1974 kwam hij naar Londen, speelde eerst in pubs en ontmoette uiteindelijk de saxofonist Mike Osborne, door wie hij kennis maakte met het freejazzcircuit van die tijd en al snel met muzikanten als Elton Dean, Keith Tippett, John Stevens, Howard Riley, Stan Tracey, Ken Hyder, Alan Skidmore, Evan Parker, Tony Marsh, Kenny Wheeler en John Etheridge. Gedurende deze tijd veranderde Rogers vaak van formatie en probeerde hij met zoveel mogelijk muzikanten te spelen. In 1984 werd hij lid van een trio-formatie met drummer Tony Levin en afwisselend met Alan Skidmore en Paul Dunmall. In 1988 fuseerde het Dunmall/Rogers/Levin Trio met het Mujician Ensemble, dat samenwerkte met pianist Keith Tippett. In 1987 verhuisde Rogers naar de Verenigde Staten, woonde anderhalf jaar in de New Yorkse wijk The Bronx en speelde met musici als Gerry Hemingway, Don Byron, Myra Melford, Mark Dresser, Tom Cora en Tim Berne. Na zijn terugkeer in Europa nam Pip Pyle hem in dienst bij het nieuw gevormde jazzkwartet Equip'Out. Elton Dean en Sophia Domancich sloten zich aan bij deze formatie, die maar een paar keer optrad en maar één album opnam, Up!
De muzikale en persoonlijke relatie met Sophia Domancich ging door, nadat de band was ontbonden. Rogers speelde in hun trio, met Bruno Tocanne op drums, die al snel werd vervangen door Tony Levin. Deze formatie bestond tot 1999 en nam verschillende albums op. Rogers vestigde zich vervolgens in Frankrijk en werkte daar met Michel Doneda, Daunik Lazro en Ramón López, maar speelde ook met musici als Andrew Cyrille, John Zorn, Derek Bailey, Lol Coxhill, Barry Guy, Joachim Kühn, Alexander von Schlippenbach en Uwe Oberg. Rogers is ook componist. Verschillende formaties hebben zijn composities gespeeld, zoals 7 R.P.M. en het Paul Rogers Sextet (dat in 1990 door het Verenigd Koninkrijk toerde met zijn suite Anglo-American Sketches). Hij ontving ook verschillende compositieopdrachten van de Arts Council of Great Britain. Onder zijn eigen naam nam hij een kwartetalbum op met Paul Dunmall, Sophia Domancich en Tony Levin, later nog drie soloalbums, in 1989 Listen, in 1995 Heron Moon en in 2007 Being.

## Discografie
- 1989 – Listen (Emanem) solo
- 1995 – Heron Moon (Rare Music) solo
- 2007 – Being (Amor Fati) solo
- 2007 – Two Loose (FMR), mit Edward Perraud
- 2018 – Paul Rogers & Emil Gross: Bag of Screams